# 基爾本 (伊利諾伊州)
基爾本（英語：Kilbourne）是位於美國伊利諾伊州梅森縣的一個村落。

## 地理
基爾本的座標為40°09′06″N 90°00′35″W / 40.15167°N 90.00972°W，而該地最高點為海拔高度150米（即492英尺）。

## 人口
根據2010年美國人口普查的數據，基爾本的面積為2.30平方千米，當中陸地面積為2.30平方千米，而水域面積為0.00平方千米。當地共有人口302人，而人口密度為每平方千米131人。